# Arcola (Saskatchewan)
Arcola è un comune del Canada, situato nella provincia del Saskatchewan, nella divisione No. 1.